# Gabriela Ciocan
Gabriela Ciocan (Ploiești, 1948 – 15 agosto 2011) è stata una cestista rumena.

## Carriera
Con la Romania ha disputato cinque edizioni dei Campionati europei (1968, 1970, 1972, 1974, 1976).